# Чёрная (Очёрский район)
Чёрная — деревня в составе Очёрского городского округа в Пермском крае.

## Географическое положение
Деревня расположена в центральной части округа менее чем в 4 километрах на северо-запад по прямой от города Очёр.

## Климат
Климат характеризуется как умеренно континентальный, с морозной снежной зимой и коротким тёплым летом. Средняя многолетняя температура самого холодного месяца (января) составляет −15,5°С, температура самого тёплого (июля) 17,5°С. Продолжительность безморозного периода — 115 дней. Среднегодовое количество осадков — 441 мм.

## История
Деревня до 2020 года входила в состав Спешковского сельского поселения Очёрского района. После упразднения обоих муниципальных образований входит в состав Очёрского городского округа.

## Население
Постоянное население составляло 8 человек в 2002 году (50 % русские), 11 человек в 2010 году.